# Martin Beck
Martin Beck je fiktivní literární a posléze také filmová a televizní postava, detektiv švédské policie. Poprvé se objevil jako hlavní vyšetřovatel v sérii deseti tzv. románů o zločinu od švédské autorské dvojice Maj Sjöwallová – Per Wahlöö, která byla knižně vydána v letech 1965 až 1975 v nakladatelství Norstedts Förlag a přeložena do mnoha jazyků, včetně češtiny. Všech deset románů bylo mezi lety 1967 až 1994 zfilmováno, některé i dvakrát (ovšem v různých zemích a s různým hereckým obsazením), z toho šest filmů bylo natočeno v letech 1993–1994, kde hlavní roli Martin Becka ztvárnil známý švédský herec Gösta Ekman.
Mezi lety 1997 až 2018 bylo natočeno dalších 38 filmů (některé se vysílaly pouze v televizi), kde také vystupuje postava Martina Becka (hraje ji Peter Haber) a další kriminalisté z románů, ale příběhy těchto filmů již nevychází z literární předlohy a odehrávají se v době, kdy byly jednotlivé filmy natočeny.

## 10 románů o zločinu
Sjöwallová a Wahlöö napsali od poloviny šedesátých do poloviny sedmdesátých let 20. století 10 románů, později souhrnně označovaných 10 románů o zločinu, ve kterých vystupuje Martin Beck a několik dalších kriminalistů ze stockholmského oddělení vražd (ve většině románů se vyskytují též kriminalisté z Malmö a dalších míst).
Toto označení vzniklo tak, že první kniha vyšla ve Švédsku pod názvem Roseanna, s podtitulem roman om ett brott, tedy román o zločinu. Autoři tím chtěli zdůraznit, že se nejedná o klasickou detektivku (kde vystupuje geniální detektiv, řešící „od stolu“ svou inteligencí či dedukcí komplikovanou šarádu), ale román, ve kterém se stane skutečný zločin ve skutečných reáliích a který klade důraz na neidealizovaný popis práce a postupů policie. Po velkém úspěchu románu Roseanna se autoři rozhodli, že napíší právě deset knih s touto tematikou a pojem román o zločinu nebo
10 románů o zločinu či obdobný se stal často používaným souhrnným označením pro celou tuto sérii nejen ve švédštině, v češtině, ale i dalších jazycích (např. německy Roman über ein Verbrechen, anglicky The Story of a Crime). Vedle důrazu na popis práce policie se autoři věnují i pečlivé postupné charakterizaci jednotlivých hlavních postav a vývoji jejich osudů. Jsou rovněž považováni za zakladatele žánru Nordic noir.
Romány se dočkaly řady vydání ve švédštině, angličtině, němčině, španělštině, francouzštině, italštině, češtině a dalších jazycích.

### Původní švédské vydání
Ve Švédsku romány poprvé vycházely v letech 1965 až 1975 v nakladatelství Norstedts Förlag. Až do roku 1972, kdy vyšel osmý román Záhada zamčeného pokoje, vycházela podle plánu každý rok jedna kniha. Devátý román Vrah policistů místo 1973 vyšel až 1974, což bylo způsobenou vážnou nemocí, které v roce 1975 Per Wahlöö podlehl. Název prvního románu je křestní jméno americké turistky, která je na začátku knihy zavražděna, většina překladů ho proto převzala (kromě německého vydání). Švédský název čtvrtého románu je narážka na původně britskou písničku, která byla přeložena i do švédštiny. Kromě angličtiny tak román vyšel pod různými názvy. Název šestého románu je slovní hříčka a současně napodobenina „Polis polis potatisgris“ (doslova „Policie, policie, bramborové prase“), což byl pokřik, který demonstranti skandovali na různých demonstracích v 60. letech.
| Č. | Rok  | Původní švédský název               | Doslovný překlad                  |
| -- | ---- | ----------------------------------- | --------------------------------- |
| 1  | 1965 | Roseanna: roman om ett brott        | Roseanna: román o zločinu         |
| 2  | 1966 | Mannen som gick upp i rök           | Muž, který se vypařil             |
| 3  | 1967 | Mannen på balkongen                 | Muž na balkóně                    |
| 4  | 1968 | Den skrattande polisen              | Smějící se policajt               |
| 5  | 1969 | Brandbilen som försvann             | Zmizelé hasičské auto             |
| 6  | 1970 | Polis, polis, potatismos!           | Policie, policie, bramborová kaše |
| 7  | 1971 | Den vedervärdige mannen från Säffle | Ohavný muž ze Säffle              |
| 8  | 1972 | Det slutna rummet                   | Uzavřená místnost                 |
| 9  | 1974 | Polismördaren                       | Vrah policistů                    |
| 10 | 1975 | Terroristerna                       | Teroristé                         |

### Anglická vydání
Anglické překlady poprvé vyšly v letech 1967 až 1976 v nakladatelství Pantheon Books, případně pro britský trh v nakladatelství Victor Gollancz. Později vyšly ještě v mnoha reedicích různých nakladatelství (např. Vintage Books, HarperCollins, Penguin Random House), často v jednotné grafické úpravě všech svazků. Názvy anglických vydání většinou odpovídají původním švédským (první román je bez podtitulu, název sedmého je zkrácen), zcela odlišný je pouze název šestého románu.
| Č. | Rok  | Anglický název                   | Doslovný překlad             |
| -- | ---- | -------------------------------- | ---------------------------- |
| 1  | 1967 | Roseanna                         | Roseanna                     |
| 2  | 1969 | The Man Who Went Up in Smoke     | Muž, který se vypařil        |
| 3  | 1968 | The Man on the Balcony           | Muž na balkóně               |
| 4  | 1970 | The Laughing Policeman           | Smějící se policajt          |
| 5  | 1970 | The Fire Engine That Disappeared | Hasičské auto, které zmizelo |
| 6  | 1971 | Murder at the Savoy              | Vražda v (hotelu) Savoy      |
| 7  | 1972 | The Abominable Man               | Ohavný muž                   |
| 8  | 1973 | The Locked Room                  | Uzamčená místnost            |
| 9  | 1975 | Cop Killer                       | Vrah policisty               |
| 10 | 1976 | The Terrorists                   | Teroristé                    |

### Česká vydání
První tři romány vyšly v roce 1974 ve společném svazku v edici „3x...“, nakladatelství Odeon, překlad František Fröhlich, který napsal také doslov. V témže roce vyšel v nakladatelství Mladá fronta čtvrtý román Noční autobus: název zcela odlišný od švédského, který ale dobře vystihuje hlavní dějovou linii (píseň, podle které je pojmenováno švédské i anglické vydání není v češtině příliš známá). Další romány vycházely „na přeskáčku“ celkem ve třech nakladatelstvích a v různých edicích. Do roku 1983 vyšlo 9 románů (Noční autobus vyšel v druhém vydání již roku 1978, není v tabulce).
V roce 1984 začaly romány vycházet znovu v nakladatelství Svoboda jako souborné vydání v jednotné grafické úpravě v edici „10 románů o zločinu“, také „na přeskáčku“, poslední román vyšel v roce 1990. Mezitím ale ještě poprvé, mimo tuto edici a v jiném nakladatelství vyšel šestý román Policie pomo pije (Odeon, 1987). Dvě tabulky shrnují první a souborné vydání. Většina románů vyšla ještě v různých reedicích po roce 1990 (nakladatelství Ikar, Levné knihy). Knihovna a tiskárna pro nevidomé K. E. Macana kromě toho vydala některé romány v Brailově písmu anebo jako audioknihy. Reedice a tato speciální vydání jsou uvedena v článcích o jednotlivých románech.
| Č. | Rok Švéd. | Rok CZ | Český název                                  | Nakladatel   | Edice              | Překladatel                 | Náklad  |
| -- | --------- | ------ | -------------------------------------------- | ------------ | ------------------ | --------------------------- | ------- |
| 1  | 1965      | 1974   | Roseanna In: 3× Martin Beck                  | Odeon        | 3x...              | František Fröhlich          | 80 000  |
| 2  | 1966      | 1974   | Muž, který se vypařil In: 3× Martin Beck     | Odeon        | 3x...              | František Fröhlich          | 80 000  |
| 3  | 1967      | 1974   | Muž na balkóně In: 3× Martin Beck            | Odeon        | 3x...              | František Fröhlich          | 80 000  |
| 4  | 1968      | 1974   | Noční autobus                                | Mladá fronta | Smaragd, sv. 69    | Miloslav Žilina             |         |
| 8  | 1972      | 1976   | Záhada zamčeného pokoje                      | Svoboda      | Jiskry             | Jiřina Vrtišová             |         |
| 7  | 1971      | 1978   | Säffleská bestie                             | Svoboda      |                    | Dagmar Hartlová-Černohorská |         |
| 5  | 1969      | 1981   | Zmizelé hasičské auto                        | Odeon        | Čtení na dovolenou | František Fröhlich          |         |
| 9  | 1974      | 1983   | Vrah policistů In: Vrah policistů; Teroristé | Svoboda      |                    | Dagmar Hartlová-Černohorská |         |
| 10 | 1970      | 1983   | Teroristé In: Vrah policistů; Teroristé      | Svoboda      |                    | Dagmar Hartlová-Černohorská |         |
| 6  | 1972      | 1987   | Policie pomo pije                            | Odeon        | Čtení na dovolenou | František Fröhlich          | 100 000 |

| Č. | Rok Švéd. | Rok CZ | Český název             | Nakladatel | Edice               | Překladatel                 | Náklad  |
| -- | --------- | ------ | ----------------------- | ---------- | ------------------- | --------------------------- | ------- |
| 7  | 1971      | 1984   | Säffleská bestie        | Svoboda    | 10 románů o zločinu | Dagmar Hartlová-Černohorská |         |
| 8  | 1972      | 1985   | Záhada zamčeného pokoje | Svoboda    | 10 románů o zločinu | Jiřina Vrtišová             |         |
| 2  | 1966      | 1986   | Muž, který se vypařil   | Svoboda    | 10 románů o zločinu | František Fröhlich          | 80 000  |
| 1  | 1965      | 1986   | Roseanna                | Svoboda    | 10 románů o zločinu | František Fröhlich          | 80 000  |
| 3  | 1967      | 1987   | Muž na balkóně          | Svoboda    | 10 románů o zločinu | František Fröhlich          | 80 000  |
| 4  | 1968      | 1988   | Noční autobus           | Svoboda    | 10 románů o zločinu | Miloslav Žilina             |         |
| 5  | 1969      | 1988   | Zmizelé hasičské auto   | Svoboda    | 10 románů o zločinu | František Fröhlich          | 80 000  |
| 9  | 1974      | 1989   | Vrah policistů          | Svoboda    | 10 románů o zločinu | Dagmar Hartlová-Černohorská |         |
| 6  | 1972      | 1990   | Policie pomo pije       | Svoboda    | 10 románů o zločinu | František Fröhlich          | 100 000 |
| 10 | 1970      | 1990   | Teroristé               | Svoboda    | 10 románů o zločinu | Dagmar Hartlová-Černohorská |         |

### Německá vydání
Ve Spolkové republice Německo romány poprvé vyšly v letech 1968 až 1977 (jednotlivé tituly vždy dva až tři roky po vydání originálu) v nakladatelství Rowohlt Verlag, v roce 2008 vyšly všechny romány v nových překladech ve stejném vydavatelství. V NDR nakladatelství Volk und Welt vyšly rovněž všechny tituly, většina však až v 80. letech, některé romány s odlišným názvem (viz tabulka). Za zmínku stojí zcela odlišný název prvního románu (zatímco anglické, české, francouzské, španělské i italské vydání převzalo původní název), čtvrtý román, kde vydání v SRN zvolilo popisný název, zatímco v NDR román vyšel pod názvem, který se shoduje se švédským i anglickým vydáním (a je narážkou na název písně), odlišný je i název pátého a šestého románu (kde původní švédský název je slovní hříčka, německý název vychází z hlavní dějové linie).
| Č. | Rok Švéd. | Název SRN                           | Rok SRN | Název NDR                           | Rok NDR | Doslovný překlad                                     |
| -- | --------- | ----------------------------------- | ------- | ----------------------------------- | ------- | ---------------------------------------------------- |
| 1  | 1965      | Die Tote im Götakanal               | 1968    | Die Tote im Götakanal               | 1981    | Mrtvá v kanálu Göta                                  |
| 2  | 1966      | Der Mann, der sich in Luft auflöste | 1969    | Der Mann, der sich in Luft auflöste | 1988    | Muž, který se proměnil ve vzduch (... se vypařil)    |
| 3  | 1967      | Der Mann auf dem Balkon             | 1970    | Der Mann auf dem Balkon             | 1983    | Muž na balkóně                                       |
| 4  | 1968      | Endstation für neun                 | 1971    | Der lachende Polizist               | 1973    | Konečná stanice pro devět (NDR: Smějící se policajt) |
| 5  | 1969      | Alarm in Sköldgatan                 | 1972    | Alarm in der Sköldgatan             | 1984    | Poplach ve Sköldgatan                                |
| 6  | 1970      | Und die Großen lässt man laufen     | 1972    | Und die Großen läßt man laufen      | 1988    | A velcí se nechají běžet (Velkým všechno projde)     |
| 7  | 1971      | Das Ekel aus Säffle                 | 1973    | Das Ekel aus Säffle                 | 1980    | Zrůda ze Säffle                                      |
| 8  | 1972      | Verschlossen und verriegelt         | 1975    | Der verschlossene Raum              | 1977    | Zavřeno a zarýglováno (NDR: Zamčený pokoj)           |
| 9  | 1974      | Der Polizistenmörder                | 1976    | Der Polizistenmörder                | 1985    | Vrah policistů                                       |
| 10 | 1975      | Die Terroristen                     | 1977    | Die Terroristen                     | 1986    | Teroristé                                            |

### Francouzská vydání
Ve francouzštině začaly překlady vycházet v roce 1970 a do roku 1972 vyšlo prvních šest románů, i když v odlišném pořadí: viz tabulka níže. Vždy je uveden název prvního vydání, název dalšího vydání je uveden, jen pokud se odlišuje.
| Č. | Rok Švéd. | Rok a název prvního francouzského vydání (Název v souborném vydání, pokud je jiný) | Doslovný překlad francouzského názvu |
| -- | --------- | ---------------------------------------------------------------------------------- | ------------------------------------ |
| 1  | 1965      | 1970: Roseanna                                                                     | Roseanna                             |
| 2  | 1966      | 1971: L'Homme qui partit en fumée                                                  | Muž, který se vypařil                |
| 3  | 1967      | 1970: Elles n'iront plus au bois                                                   |                                      |
| 4  | 1968      | 1970: Le massacre de l'autobus                                                     | Masakr v autobuse                    |
| 5  | 1969      | 1972: Feu à Stockholm                                                              | Požár ve Stockholmu                  |
| 6  | 1970      | 1972: Le Meurtre du Savoy (Vingt-deux, v'là des frites !)                          | Vražda v (hotelu) Savoy ()           |
| 7  | 1971      | 1987: L'Abominable Homme de Säffle                                                 | Zrůda (bestie) ze Säffle             |
| 8  | 1972      | 1987: La Chambre close                                                             | Zavřený (zamčený) pokoj              |
| 9  | 1974      | 1987: L'Assassin de l'agent de police                                              | Vrah policisty                       |
| 10 | 1975      | 1987: Les Terroristes                                                              | Teroristé                            |

### Španělská vydání
Ve Španělsku jednotlivé romány začaly vycházet v 70. let 20. století, zpočátku ovšem byly překládány z angličtiny (takže není překvapivé, že španělské názvy často odpovídají anglickým), až později byly romány znovu přeloženy přímo ze švédštiny.
| Č. | Název španělského vydání             | Doslovný překlad španělského názvu                   |
| -- | ------------------------------------ | ---------------------------------------------------- |
| 1  | Roseanna                             | Roseanna                                             |
| 2  | El hombre que se esfumó              | Muž, který se vypařil                                |
| 3  | El hombre del balcón                 | Muž na balkóně                                       |
| 4  | El policía que ríe                   | Policajt, který se smál (Smějící se policajt)        |
| 5  | El coche de bomberos que desapareció | Hasičské auto, které zmizelo (Zmizelé hasičské auto) |
| 6  | Asesinato en el Savoy                | Vražda v (hotelu) Savoy                              |
| 7  | El abominable hombre de Säffle       | Zrůda (bestie) ze Säffle                             |
| 8  | La habitación cerrada                | Zavřený (zamčený) pokoj                              |
| 9  | El asesino de policías               | Vrah policistů                                       |
| 10 | Los terroristas                      | Teroristé                                            |

### Italská vydání
V Itálii začalo jednotlivé romány vydávat milánské nakladatelství Garzanti, pozdější souborné vydání vyšlo v nakladatelství Sellerio.
| Č. | Rok Švéd. | Rok Itálie | Název prvního italského vydání | Doslovný překlad italského názvu | Nakladatel |
| -- | --------- | ---------- | ------------------------------ | -------------------------------- | ---------- |
| 1  | 1965      | 1973       | Roseanna                       | Roseanna                         | Garzanti   |
| 2  | 1966      | 1974       | L'uomo che andò in fumo        | Muž, který se vypařil            | Garzanti   |
| 3  | 1967      | 1973       | L'uomo al balcone              | Muž na balkóně                   | Garzanti   |
| 4  | 1968      | 1973       | Il poliziotto che ride         | Smějící se policajt              | Garzanti   |
| 5  | 1969      | 1974       | L'autopompa fantasma           |                                  | Garzanti   |
| 6  | 1970      | 1974       | Omicidio al Savoy              | Vražda v (hotelu) Savoy          | Garzanti   |
| 7  | 1971      | 2010       | L'uomo sul tetto               | Muž na střeše                    | Sellerio   |
| 8  | 1972      | 2010       | La camera chiusa               | Zavřený (zamčený) pokoj          | Sellerio   |
| 9  | 1974      | 1976       | Un assassino di troppo         |                                  | Garzanti   |
| 10 | 1975      | 2011       | Terroristi                     | Teroristé                        | Sellerio   |

## Postavy a jejich vývoj
Každý román je napsán jako samostatná jednotka, ve kterém se řeší (a je vyřešen) odlišný závažný kriminální případ (případy), ale současně můžeme sledovat osudy všech postav v průběhu 10 let, kdy knihy vycházely. Můžeme tak román od románu sledovat jak postavy stárnou, postupují v kariéře (někteří i umírají), ale velká pozornost je věnována také jejich osobnímu, partnerskému a rodinnému životu. Jednotlivé postavy se proto seznamují i rozvádějí, jejich děti rostou a dospívají. Kromě těchto osudů, které na sebe plynule navazují v každém dílu, autoři rozvíjejí řadu dějových linií, kterých si všimne jen pozorný čtenář. Např. Lennart Kollberg v prvním románu Roseanna zneškodní unikajícího vraha nevídaným chmatem a jen stručně kolegům vysvětlí, že se ho naučil na vojně během parašutistického výcviku. Až v sedmé knize Säffleská bestie se čtenář dočká podrobného objasnění, kdo, kdy, kde a proč ho tento a obdobné chvaty naučil. Tyto „skryté“ návaznosti se týkají i pachatelů, např. v devátém románu Vrah policistů znovu vystupuje Folke Bengtsson, který před devíti lety zavraždil americkou turistku Roseannu.
Autoři byli velmi levicoví, proto je v románech velká pozornost věnována také sociálním otázkám a objevuje se zpočátku nenápadná, ale postupně sílící
kritika dobových nedostatků švédského státu blahobytu, takže v posledních dílech je mnohými považována až za přehnanou.
Většinou je však umně začleněna do charakteristiky pachatelů a bez ní by jejich činy vlastně nedávaly smysl. Např. v šestém románu Policie pomo pije průmyslník Palmgren zničil Bertilu Svenssonovi celý život. Nejprve kvůli němu přišel o práci, poté jeho rodinu vystěhovali z bytu (činžáky také patřily Palmgrenovi), nakonec se mu rozpadla rodina a rozvedl se. Přesto vraždu neplánoval, ale když jel na kole náhodou okolo hotelu, „přeskočilo“ mu a Palmgrena zabil, aniž by přemýšlel zda a kudy uteče. Obdobně v románu Säffleská bestie Åke Erikssonovi (původně také policista) zemřela žena v policejní cele, kde byla svévolně zadržována, navíc byla Finka, neuměla dobře švédsky a trpěla diabetem. Později rovněž přišel o práci a když mu úřady odebraly i dceru, skončil na střeše činžáku a pálil po každém policistovi, který se v širokém okolí objevil.

### Hlavní postavy

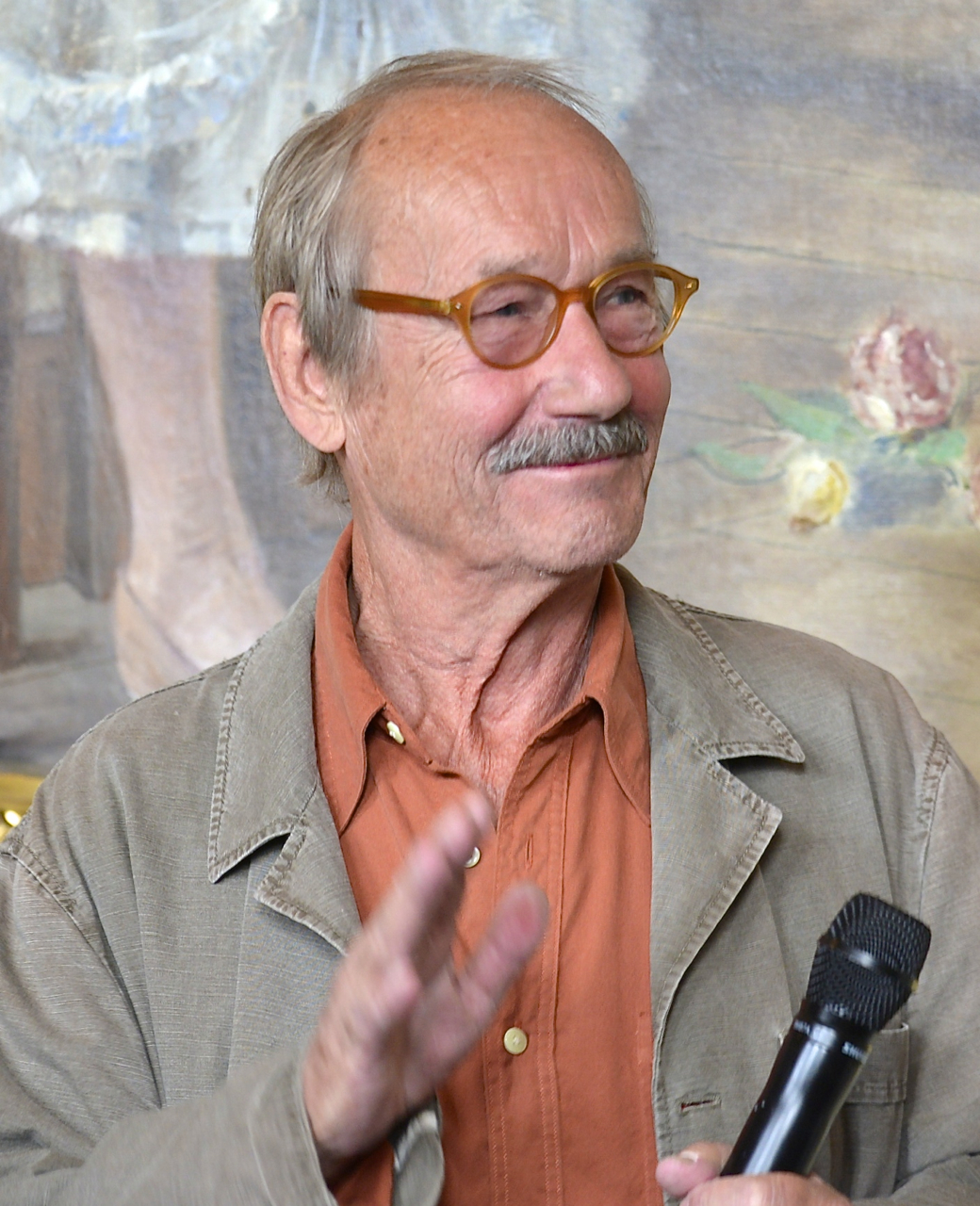
Gösta Ekman, hrál Martina Becka v sérii 6 filmů 1993–1994

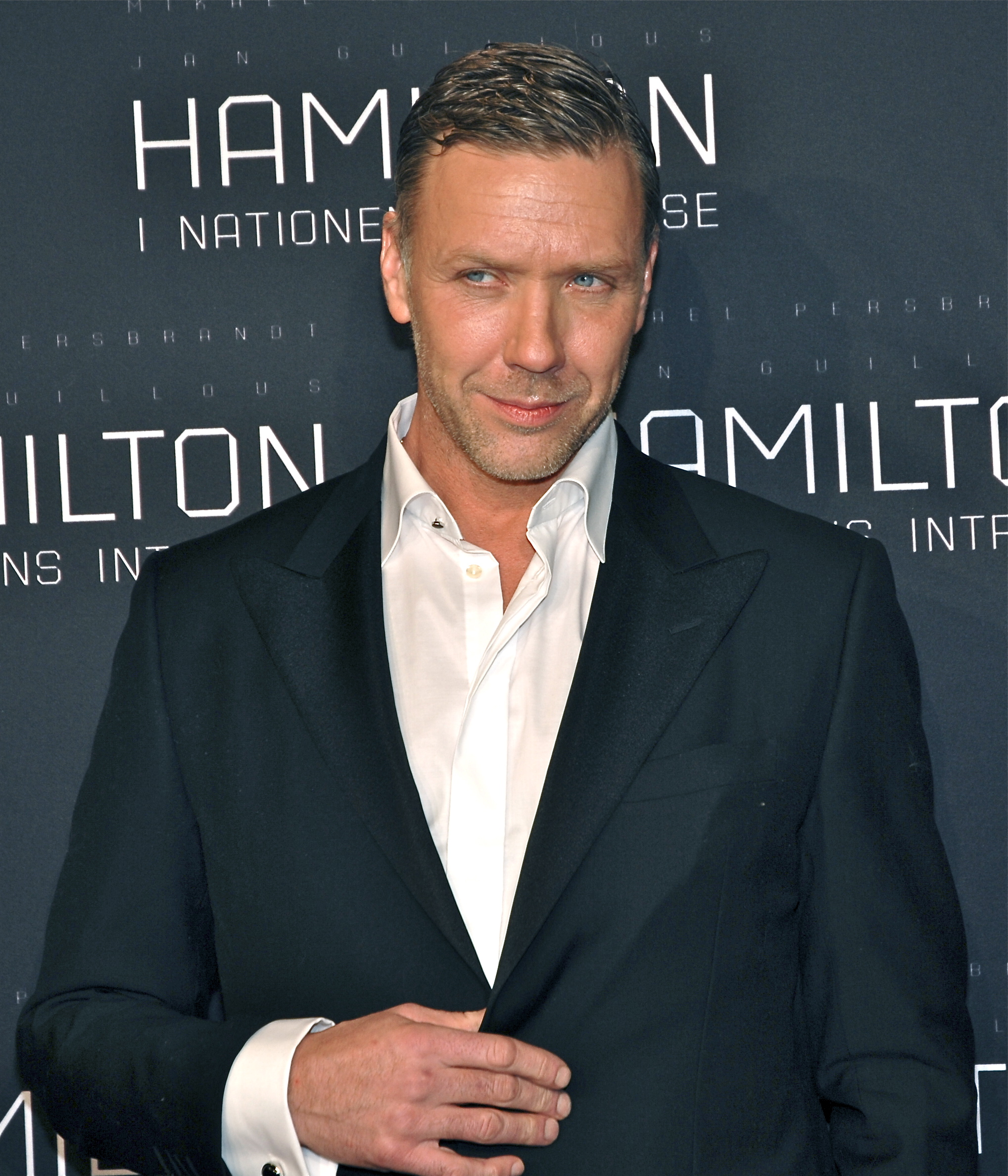
Mikael Persbrandt hrál Larssona v sérii Stíny nad Stockholem

Martin BeckHlavní postava celé románové série, v prvním románu Roseanna je pouze kriminální asistent. I když již tehdy je mnohými považován za nejschopnějšího kriminalistu v celém Švédsku, sám má občas pochybnosti, zda bude vůbec někdy povýšen na policejního komisaře. Později se však stane dokonce šéfem celého oddělení vražd a v posledním desátém románu Teroristé je přinucen stát se (dočasným) šéfem speciálního týmu policistů, který má zabránit předpokládanému teroristickému útoku při významné oficiální návštěvě nepopulárního amerického politika. Přechodně ho tak musí poslouchat i jeho neoblíbený nadřízený Stig Malm a do týmu si může vybrat všechny kriminalisty, které považuje za schopné: Larssona, Rönna, Skackeho a Melandera. Beck má špatné průdušky, často trpí nachlazením a dalším nemocemi a také fyzickým nepohodlím. V Säffleské bestii je ve službě vážně zraněn, z průstřelu plic se zotavuje řadu měsíců a tak nakonec přestane kouřit (zčásti i proto, že jeho oblíbená značka cigaret se přestala vyrábět). Hned v prvním románu se čtenář podrobně seznámí také s jeho ženou Inge, dcerou Ingrid a synem Rolfem. Ve všech dalších románech pak dále sledujeme vztahy s vyrůstajícími dětmi a vývoj jeho dlouhodobého manželství. To se nakonec rozpadá a Beck poté nějakou dobu žije sám, ale nakonec se seznamuje s Rheou Nielsenovou. V některých románech se Martin Beck setkává též se svojí maminkou (otec mu umřel již dávno).
Lennart Kollbergje nejbližší spolupracovník Martina Becka a Beck si ho ze svých kolegů také nejvíce váží. V mládí Kollberg sloužil u parašutistů, kde absolvoval přehnaně tvrdý výcvik, protože jeho velitel měl sadistické sklony, což se ovšem čtenář dovídá až v sedmém románu. Poté co jednou ve službě zastřelil člověka, odmítá nosit zbraň. V závěru románu Zmizelé hasičské auto je vážně zraněn nožem, přežije jen díky svému parašutistickému výcviku. Kollberg často bývá dost sarkastický, s Larssonem se vzájemně „příliš nemusí“, zejména v první polovině série se vzájemně častují urážkami nebo minimálně ironickými poznámkami, ale protože oba jsou výborní kriminalisté a musejí spolupracovat na mnoha případech, postupně k sobě vzájemně nacházejí cestu. V druhé polovině série je stále nespokojenější s vývojem u policie, až nakonec v devátém románu Vrah policistů ze sboru odchází, ale i tak ho Beck v posledním románu nechá prostudovat a připomínkovat plány, které se svým týmem připravil. Kollberg má rád dobré jídlo, je přímo labužník. Až do 41 let byl svobodný, poté se konečně seznámil se svou budoucí ženou Gun, která splňovala jeho náročné představy. V dalších románech rovněž sledujeme vývoj jeho manželství (i když ne tak podrobně jako u Becka) a postupně mají dvě děti, dceru Bodil a syna Joakima.
Gunvald Larssonse poprvé objevuje až ve třetím románu Muž na balkóně, kde se hned významně podílel na vyšetřování (v prvním románu Roseanna je také muž s příjmením Larsson, je to však místní policista z Motaly, kde zpočátku probíhalo vyšetřování). Pochází ze zámožné rodiny, dostalo se mu vzdělání v nejlepších školách, takže se umí chovat vybraným způsobem, pokud je to potřeba. Se svou rodinou, jejímž snobským životem pohrdá, dávno přerušil kontakty a ostatní ho považují za černou ovci rodiny. V románu Policie pomo pije ale navštívil svou sestru, kterou neviděl 10 let, aby získal informace užitečné pro vyšetřování. Předtím, než začal sloužit u policie, pracoval nejprve ve vojenském a potom obchodním námořnictvu. Měří sto devadesát šest centimetrů a váží hodně přes sto kilogramů, ve Zmizelém hasičském autě jen díky své síle a rozhodnosti zachránil několik osob z hořícího domu. Rád nosí kvalitní obleky (několik jich ve službě zničí) a boty, jezdí ve sportovním autě. Je starý mládenec, bezdětný a Einar Rönn je dlouho jeho jediným kamarádem u policie. Ke konci série si začne lépe rozumět s Kollbergem a v posledním románu i s Martinem Beckem.
Einar Rönnpochází z venkovské oblasti severního Švédska, z městečka Arjeplog v Laponsku a vždy toužil se tam vrátit. Je to dobromyslný kliďas, vyrovnaný a málomluvný, s červeným nosem, který jeho obličeji dominuje natolik, že většina lidí si ničeho jiného nevšimne. Není schopen napsat ucelenou a přitom přehlednou zprávu o průběhu vyšetřování, ale jinak je to tvrdě pracující a velmi schopný policista. Již v románu Záhada zamčeného pokoje si Beck vyčítá, že s ním nedokáže lépe komunikovat a ocenit jeho kvality, v posledním románu pak poznamenává, že překonal jeho očekávání a stal se plnohodnotným členem týmu, na kterého se všichni mohou spolehnout. Přestože Einar a Gunvald jsou velmi odlišní, kamarádí se spolu nejen v práci (kde se vídají denně), ale i ve volném čase, dokonce spolu jezdí i na dovolenou, kde se věnují hlavně rybaření, často právě v Laponsku. Einar navíc dokáže Gunvalda rychle uklidnit, pokud ho někdo nebo něco v práci rozzuří. Einar je, na rozdíl od Gunvalda, ženatý (jeho žena Unda je také z Laponska) a má syna Matse, o jeho rodině však neznáme tolik podrobností, relativně nejvíce se dovídáme v románu Zmizelé hasičské auto.
Fredrik Melanderje střídmý a šetrný člověk, mnohými považovaný až za nesmírně nudného, i když má určitý smysl pro humor. Je vyrovnaný, netrpí žádnými změnami nálady a je zcela imunní vůči lichocení. Trvá na tom, že každou noc musí spát 10 hodin, přes den často bývá na WC a má nečitelný rukopis. Přesto je to výborný policista, mezi spolupracovníky je proslulý především svou fenomenální pamětí, takže ostatní ho používají jako „chodící kartotéku“, která si pamatuje neuvěřitelné podrobnosti různých kriminálních případů. Současně má i výborné analytické schopnosti, takže často poukáže na přehlížené skutečnosti, zjištěné poznatky dá do nových souvislostí a pomůže nasměrovat vyšetřování jiným směrem. Později se nechá přeložit na jiné oddělení, aby se vyhnul časté práci přesčas (proto se v některých románech vyskytuje jen sporadicky), ale v poslední knize opět hraje významnou roli. Výborně zajišťuje komunikaci celého týmu a dokáže ostatní odfiltrovat od nesmyslných telefonátů různých osob z policejního ředitelství,
Benny Skackese poprvé objevuje až v pátém románu jako novopečený kriminální asistent, který byl na oddělení vražd přidělen jen dva měsíce předtím, jako náhrada za Äkeho Stenströma, který byl zavražděn v předchozím románu Noční autobus. Benny je ještě o dva roky mladší než byl Äke. Zpočátku ho Beck a zejména Kollberg neberou příliš vážně, oprávněně jim vadí, že je mnohdy zbytečně příliš horlivý, má málo kriminalistických zkušeností a je až přehnaně ambiciózní. V životopise totiž uvedl, že chce být policejním ředitelem. Ale již v tomto případu nakonec celkem významně přispěje k vyšetřování úmorným pátráním v Sundbybergu, kde zjišťuje, z které telefonní budky podezřelý volal, nakonec vypátrá i kde bydlel. Později se z osobních důvodů nechá přeložit do Malmö (kde spolupracuje s Per Månssonem), ale v posledním románu opět pracuje v týmu Becka, který konstatuje, že významně dospěl. V závěru románu je postřelen, Beck mu však zachrání život.
Evald Hammarje šéf Becka na policejním ředitelství až do konce románu Zmizelé hasičské auto, kdy odchází do důchodu (je o 15 let starší než Beck). Je mírný a vyrovnaný, především však to je velmi zkušený kriminalista, který důvěřuje odborným znalostem svých podřízených a snaží se je co možná odstínit od politických tlaků, která stále více ovlivňují jeho práci. Pokud je přesvědčen, že to vyšetřování prospěje, neváhá ignorovat nebo přímo obejít pokyny z „vyšších míst“ (např. v druhém románu Becka a Kollberga seznámí i se spisem z kontrašpionáže).
Stig Malmje přímý nadřízený Martina Becka od románu Policie pomo pije (po odchodu Evalda Hammara do důchodu) až do konce série. Je pravým opakem Evalda Hammara, nemá kriminalistické zkušenosti a vysokého postavení dosáhl jen díky kariérismu, politickým kontaktům, podlézavosti a celkové situaci v policii. Beck si ho neváží, některé Malmovi vlastnosti Becka už ani nerozčilují, jen mu připadají směšné. Malm často neodborně zasahuje do práce a vyšetřování všem členům Beckova týmu, je velmi rigidní a není vůbec sebekritický. V posledním románu, když je Beck šéfem speciálního týmu, se dočasně stává de facto podřízeným Becka, musí respektovat aspoň některé jeho pokyny, což velmi těžce nese a svou nekompetentností i tak narušuje práci celého týmu.

### Další významnější postavy
Kurt Kvant a Karl Kristianssonjsou dvojice policistů, kteří spolu slouží v jednom hlídkovém voze. Pocházeji z jižního Švédska, z oblasti Skåne, jsou vysocí a zdatní, takže by se mohlo zdát, že pro službu mají minimálně fyzické předpoklady. Jsou však líní, nešikovní a hloupí, takže často významně naruší a prodlouží vyšetřování: např. v románu Policie pomo pije „nestihnou“ zkontrolovat podezřelého pasážéra letadla z Kodaně do Stockholmu (a mnohem později se ukáže, že to opravdu byl pachatel), jindy zničí nebo nezaznamenají důležité stopy ap. Nejčastěji se s nimi setkává Larsson, takže jednou si postěžuje: „Tihle dva kreténi mě pronásledujou“.
Kenneth KvastmoV románu Säffleská bestie je Kristiansson postřelen, ale díky šťastné náhodě přežije, jeho parťák Kvant však je zabit. Posádku hlídkového vozu proto doplní Kenneth Kvastmo, který je stejně neschopný, ale mnohem horlivější. Nová dvojice „K+K“ se znovu vyskytuje v dalších románech a opět svou hloupostí narušuje další případy.
Per Månssonje poklidný, ale velmi kompetentní kriminalista z Malmö, který rád spolupracuje s členy Beckova týmu (a oni s ním), pokud je to potřeba, jen velmi nerad jezdí do Stockholmu. Kromě toho udržuje neformální, praktické a vzájemně výhodné kontakty s dánským kriminalistou Mogensenem. Vyskytuje se v několika knihách, největší úlohu má asi v románech Zmizelé hasičské auto (kde nejen určí identitu mrtvého z přístavu v Malmö, ale vypátrá i ženu, kde bydlel a od ní zjistí spoustu informací, důležitých pro vyřešení případu) a Policie pomo pije, kde se hlavní děj odehrává přímo v Malmö.
Mogensenje dánský kriminalista z Kodaně, který spolupracuje především s Per Månssonem z nedalekého Malmö, se kterým se zná již od konce druhé světové války. Vzájemně si rozumějí a uznávají, že druhý je dobrý kriminalista. Když Månsson něco potřebuje zjistit v Kodani, jednoduše zatelefonuje Mogensenovi, protože to je mnohem rychlejší než úřední postup. Na oplátku příště Månsson zase pomůže Mogensenovi pátrat v Malmö. V románu Policie pomo pije Mogensen spolupracuje nepřímo i se stockholmskou kriminálkou, ale jeho cenná zjištění svou hloupostí a leností znehodnotí policejní hlídka Kvant a Kristiansson.
Åke Stenströmje mladý kriminalista, který se objevuje již v prvním románu. Vyniká ve sledování podezřelých osob. Ve čtvrtém románu Noční autobus se na vlastní pěst pustí do vyšetřování jednoho velmi starého případu, aby svým starším kolegům dokázal, že je schopný nejen ve sledování, ale celkově dobrý kriminalista. Je však zavražděn. Na základě jeho poznámek tým Martina Becka vyřeší jak masakr v autobuse, tak starý případ.
Oskar Hjelmje šéf forenzního oddělení stockolmské policie. Protože jeho malý tým je neustále zavalen nálezy z mnoha kriminálních případů, nemá rád, když někdo urguje výsledky. Své práci však dokonale rozumí, s Beckem vychází vcelku dobře (ten ví, že je užitečné jeho nelehkou práci pochválit a ocenit) a jeho pečlivě zdokumentované forenzní analýzy často významnou stopou přispějí k vyšetřování případu.

### Partnerky a děti
Inge Beckovábyla manželkou Martina Becka celkem 18 let. Již v druhém románu Muž, který se vypařil však můžeme pozorovat první (ještě nevýrazné) příznaky, že jejich manželství nefunguje tak, jak by mělo. Inge má jen velmi málo pochopení pro to, že manželovo povolání často způsobuje, že není s rodinou doma. V tomto románu je navíc odvolán z dovolené a odjíždí vyšetřovat do Budapešti. Beck by se k rozvodu možná sám nikdy neodhodlal, ale přiměje ho k tomu dospívající dcera. V šestém románu Policie pomo pije se skutečně odstěhoval a poté poměrně dlouho žije sám v bytě v centru Stockholmu, až na konci osmého románu se seznamuje s Rheou, které se později stává jeho novou partnerkou.
Ingrid Beckovéjejich dcera, starší z obou dětí. I když Martin věděl, že Ingrid je již skoro dospělá, přesto ho na konci románu Zmizelé hasičské auto zaskočí, když rodičům oznámí, že po důkladné rozvaze se rozhodla v dohledné době odejít z bytu a žít vlastním životem. Ještě více tatínka překvapí, když se ho druhý den zeptá, proč se také neodstěhuje. Ingrid je charakterizovaná jako rozumná, uvážlivá, přitom bystrá a mezi vrstevníky oblíbená. S otcem vždy měla velmi dobré vztahy a často a ráda se s otcem schází, např. na večeři, i poté, když již oba žijí samostatně.
Rolf Beckjejich syn, o kterém Martin ví, že je líný a uzavřený, nemá žádné vyhraněné zájmy a jeho vztahy s otcem nikdy nebyly moc dobré. Když se Beck schází se svou matkou, snaží se však o synovi mluvit co možná dobře. Ke konci posledního románu (při výslechu Rebecky) v duchu smutně přemítá nad tím, nakolik může nedostatek hlubších citů k němu negativně ovlivnit synův život
Gun Kollbergovážena Lennarta Kollberga, v sérii se vyskytuje víceméně až od třetího románu. Je velmi krásná, inteligentní a nechybí ji ani smysl pro humor. Jejich manželství je velmi harmonické, v průběhu románové série se jim nejprve narodí dcera Bodil (Lennart byl vážně zraněn zrovna když žena byla těhotná) a později syn Joakim. Oba se o děti rádi starají, když děti trochu vyrostou, Gun se vrací do práce. To je další impuls pro Lennarta (vedle hlavní důvodu: nespokojenosti se situací v policii), aby ze služby odešel a našel si práci, kde na rodinu bude mít více času.
Rhea Nielsenováse poprvé objevuje v osmém románu Záhada zamčeného pokoje. Má výrazně levicové smýšlení a silné sociální cítění, Po otci sdědila činžovní dům, o který se pečlivě stará a svým nájemníkům pomáhá, pokud to potřebují. V jednom bytě dříve bydlel starý muž, který se přestěhoval do jiného bytu, kde byl krátce poté zavražděn. Při vyšetřování jeho vraždy se Beck seznamuje s Rheou, nejprve pouze jako se svědkyní, postupně se však sbližují a Rhea se stává novou partnerkou Becka, svatbu však neplánují. Rhea ráda a dobře vaří, je inteligentní, vždy mluví rovnou k věci a „umí Beckovi číst myšlenky“.
Åsa Torellovábyla snoubenkou Åke Stenströma, když byl zavražděn. S jeho smrtí se ještě několik let poté těžko vyrovnává. Přesto se záhy rozhoduje navštěvovat policejní školu a stát se sama policistkou. Významnou roli ve vyšetřování hraje hlavně v románech Policie pomo pije (kde pracuje na mravnostním oddělení: zadrží a vyslýchá Helenu Hanssonovou, která během vraždy dělala sekretářku, ve skutečnosti jde o luxusní call-girl) a Teroristé (kde složitě zjistí, kdo by mohl mít zájem zabít filmového producenta). V prvním z těchto románů se trochu sblíží s Beckem (Kollberg záměrně zařídil, aby v Malmö bydleli vedle sebe – to se ovšem Beck dovídá až v posledním románu), ale žádný vztah z toho nakonec není a Åsa až do konce románové série zůstává svobodná.

### Jiné postavy
Ahlberg: jeden z policistů z města Motala, Beck se s ním spřátelí v prvním románu během vyšetřování vraždy Roseanny, v druhém mu posílá pohlednici z Budapešti a ve třetím románu ho dokonce jede do Motaly navštívit (oficiálně tam jede pracovně). Herrgott Nöjd (Herrgott Allwright v anglických vydáních): zemitý policista z venkovské oblasti na jihu Švédska, kraj Skåne, městečko Anderslöv. Beck se s ním spřátelí v devátém románu během vyšetřování a v desátém románu je (stejně jako řada dalších policistů) na několik dní převelen do Stockholmu pro zajištění gigantické bezpečnostní akce spojené s návštěvou senátora. Beck se s ním nejprve setká služebně, poté se jeden večer uskuteční srdečné setkání s Martinem a Rheou doma.
Sten Olsson, kterému ale všichni říkají Buldozer Olsson: je zaneprázdněný, energický prokurátor, který je doslova posedlý bankovními loupežemi.
Velký prostor dostal v románu Záhada zamčeného pokoje, kde poprvé šéfuje Zvláštní skupině pro potírání bankovních loupeží (k jejich nelibosti jsou do ní jmenování také Kollberg a Larsson, díky čemuž si vzájemně lépe porozumí). Významnou roli má i v posledním románu. Strömgren: je stockholmský detektiv, normálně pracuje v jiném oddělení, ale v desátém románu je přiřazen do zvláštního týmu Martina Becka. Ví se o něm jen málo (ani Beck ani Larsson ho nemají v oblibě), ale evidentně donáší Bulldozeru Olssonovi důvěrné informace z Beckova zvláštního týmu.
Bo Zachrisson: nekompetentní osoba, která zpackala počáteční vyšetřování vraždy starého muže v románu Záhada zamčeného pokoje. Člověk, který se dle mínění Becka nikdy neměl stát policistou, natož pak kriminalistou. V románu Teroristé ho Larsson zařadí na zvláštní „seznam blbců“ (kde jsou také Kenneth Kvastmo, Karl Kristiansson a další), aby tito policisté zůstali během akce na strážnících, kde udělají nejméně škody. Richard Ullholm: pedantický policista, který neustále vznáší nesmyslné nebo alespoň nepodstatné stížnosti na všechny své kolegy. Je rovněž zapsán do „seznamu blbců“. Ale Eric Möller, šéf bezpečnostní policie, je omylem všechny zařadí do týmu, který zajišťuje tělesnou ochranu. Špatně prohlédnou kostel Riddarholmskyrkan a nepřímo tak zaviní selhání ochranky.
Backlund: další kriminalista z Malmö, ale na rozdíl od Månssona dost neschopný a bez nápadů. Při výslechu dává svědkům nesmyslné otázky a zaměřuje se na nepodstatné věci. Nedostatek odborných dovedností se snaží nahradit papírováním. Emil Elofsson a Gustav Borglund: pracují spolu v jedné hlídce, také v Malmö. Objevují se v pátém a devátém románu. Zde jsou policejní hlídky rozšířeny na tříčlenné, takže do vozu jim přibude ještě David Hector. Všichni tři jsou vážně postřeleni a Borglund nakonec umírá na infekčním oddělení kliniky v Malmö.

## Filmy podle románů
Všech deset románů bylo mezi lety 1967 až 1994 zfilmováno, některé i dvakrát, ovšem v různých zemích (kromě Švédska také USA, Lotyšsko resp. Sovětský svaz, Maďarsko a Německo, Československo, Nizozemsko a Belgie), s různým hereckým obsazením a některé také s názvem filmu odlišným od knižní předlohy. Prvním hercem, který ztvárnil roli Martina Becka, byl Keve Hjelm v roce 1967. Dalším švédským hercem, který si tuto roli zahrál, byl Carl-Gustaf Lindstedt. Celkem šestkrát si tuto roli zahrál známý švédský herec Gösta Ekman a to v letech 1993 až 1994. Pro americké diváky je v roli Becka nejznámější Walter Matthau ve filmu Smějící se policajt z roku 1973. Ve filmu se detektiv jmenoval Jake Martin, také děj filmu byl upraven a přemístěn do San Francisca. Další zahraniční herci, kteří si zahráli roli Martin Becka, byli lotyšský herec Romualds Ancāns, známý anglický herec Derek Jacobi (film byl natáčen převážně v Budapešti, kde se odehrává většina děje knižní předlohy), československý herec Jan Teplý a nizozemský herec Jan Decleir. Celkem bylo natočeno nejméně 13 filmů, tři romány byly zfilmovány dvakrát: Roseanna (román), Policie pomo pije a Záhada zamčeného pokoje: z toho jednou jako československý TV film.

### Nezávislé filmy
| Rok  | Produkce                                         | Název | Knižní předloha                                                           | Vybrané postavy |
| ---- | ------------------------------------------------ | --- | ------------------------------------------------------------------------- | --- |
| 1967 | Švédsko                                          | Roseanna (1967) | Roseanna                                                                  | - Karl Evert „Keve“ Hjelm – Martin Beck - Gio Petré – Roseanna McGraw - Hans Ernback – Folke Bengtsson                                                       |
| 1973 | USA                                              | anglicky: The Laughing Policeman česky: Smějící se policajt                                                                     | Noční autobus: upravený děj a postavy, odehrává se v San Franciscu        | - Walter Matthau – Jake Martin (Martin Beck) - Bruce Dern – Leo Larsen (Gunvald Larsson) - Louis Gossett Jr. – James Larrimore                               |
| 1976 | Švédsko                                          | švédsky: Mannen på taket anglicky: The Man on the Roof česky: Muž na střeše                                                     | Säffleská bestie                                                          | - Carl-Gustaf Lindstedt – Martin Beck - Sven Wollter – Lennart Kollberg - Thomas Hellberg – Gunvald Larsson - Ingvar Hirdwall – Åke Eriksson (muž na střeše) |
| 1979 | Lotyšsko resp. Sovětský svaz                     | lotyština: Nepabeigtās vakariņas rusky: Nezakončenyj užin anglicky: Unfinished Supper česky: Nedokončená večeře                 | Policie pomo pije                                                         | - Romualds Ancāns – Martin Beck - Jānis Paukštello – Benny Skacke                                                                                            |
| 1986 | Československo: Československá televize, TV film | Záhada zamčeného pokoje | Záhada zamčeného pokoje                                                   | - Jan Teplý – Martin Beck - Antonín Molčík – Lennart Kollberg - Vlastimil Hašek – Gunvald Larsson,                                                           |
| 1980 | SRN Maďarsko Švédsko                             | švédsky: Mannen som gick upp i rök německy: Der Mann, der sich in Luft auflöste anglicky: The man who disappeared into thin air | Muž, který se vypařil                                                     | - Derek Jacobi – Martin Beck - Lasse Strömstedt – Lennart Kollberg - Ferenc Bàcs – major Szluka (šéf místní policie)                                         |
| 1992 | Nizozemsko Belgie                                | nizozemština: Beck – De gesloten kamer anglicky: Beck – the closed room                                                         | Záhada zamčeného pokoje: upravený děj a postavy, odehrává se v Antwerpách | - Jan Decleir – Martin Beck - Els Dottermans – Monita |

### Filmy s Göstou Ekmanem
V letech 1993 až 1994 bylo natočeno šest švédských (resp. švédsko-německých) filmů podle původních románů autorské dvojice. Scénáře napsali
Jonas Cornell (č. 2), Pelle Berglund a Jonas Cornell (č. 3), Jonas Cornell a Daniel Alfredson (č. 4) Rainer Berg a Beate Langmaack (1, 5, 6).
filmy režírovali Hajo Gies (č. 1), švédský režisér Daniel Alfredson (2, 4), Pelle Berglund (č. 3) a rakouský režisér Peter Keglevic (5, 6).
Obsazení vybraných rolí: Gösta Ekman – Martin Beck, Kjell Bergqvist – Lennart Kollberg, Rolf Lassgård – Gunvald Larsson,
Niklas Hjulström – Benny Skacke, Bernt Ström – Einar Rönn, Torgny Anderberg – Evald Hammar, Ing-Marie Carlsson – Gun Kollbergová.
Ve filmu Stockholm Marathon, v Německu byl uváděn pod alternativním titulem Der Tod läuft mit (Smrt běží s tebou),
jednu z rolí zahrála také německá herečka Corinna Harfouch. Jako zajímavost lze uvést, že Maj Sjöwallová se nejen zčásti podílela na scénářích,
ale ve všech filmech kromě Policie pomo pije si také zahrála různé malé role (viz tabulka).
| Číslo | Datum      | Stopáž  | Název filmu                                                  | Název knižní předlohy | Role Maj Sjöwallové                            |
| ----- | ---------- | ------- | ------------------------------------------------------------ | --------------------- | ---------------------------------------------- |
| 1     | 1993-07-02 | 90 min. | Brandbilen som försvann                                      | Zmizelé hasičské auto | žena, sedící v letadle vedle Becka             |
| 2     | 1993-10-06 | 94 min. | Roseanna                                                     | Roseanna              | sekretářka na policejní stanici v městě Motala |
| 3     | 1993-10-06 | 91 min. | Polis, polis, potatismos (Policie, policie, bramborová kaše) | Policie pomo pije     | ---                                            |
| 4     | 1993-11-26 | 94 min. | Mannen på balkongen                                          | Muž na balkóně        | učitelka                                       |
| 5     | 1994-01-12 | 89 min. | Polismördaren                                                | Vrah policistů        | není přesně určeno                             |
| 6     | 1994-07-01 | 90 min. | Stockholm Marathon                                           | velmi volně Teroristé | žena se startovací pistolí                     |

### Stíny nad Stockholmem
Mezi lety 1997 až 2018 bylo natočeno dalších 38 filmů (některé se vysílali pouze v televizi), kde také vystupuje postava Martina Becka (hraje ji Peter Haber) a další kriminalisté z románů, ale příběhy těchto filmů již nevychází z literární předlohy a odehrávají se v době, kdy byly jednotlivé TV filmy natočeny. Pochopitelně jednotlivé postavy byli také „omlazeny“, protože v původních románech stárli přesně tak, jak odpovídalo době mezi vydáním jednotlivých knížek. V roce 1975 (vydání posledního románu) bylo Martinovi Beckovi přibližně 51 let, takže v roce 2018 by mu muselo být již přes 90 let.
Do konce roku 2018 bylo natočeno celkem 7 řad seriálu, první tři řady nebyly v Česku (zatím) vysílány, čtvrtá až sedmá řada (14 filmů),
tedy od 25. filmu natočeného v roce 2009, byly v premiéře odvysílány najednou na televizi Prima pod společným názvem
Stíny nad Stockholmem od 1. září do 1. prosince 2018.

## Rozhlasové dramatizace

### Velká Británie (BBC)
Ve Velké Británii BBC nastudovala rozhlasové dramatizace všech románů a začala je vysílat v říjnu 2012 pod společným názvem The Martin Beck Killings:
Vraždy (vyšetřované) Martinem Beckem. Roli Martina Becka hrál Steven Mackintosh, Lenarta Kollberga Neil Pearson, Gunalda Larssona Ralph Ineson,
Einara Rönna Russell Boulter, Frederika Melandera Adrian Scarborough.
Rozhlasové adaptace jednotlivých románů bylo poprvé vysílány takto:
- 1 – Roseanna: Roseanna (27. 10. 2012)
- 2 – The Man who Went Up in Smoke: Muž, který se vypařil (3. 11. 2012)
- 3 – The Man on the Balcony: Muž na balkóně (10. 11. 2012)
- 4 – The Laughing Policeman: Noční autobus (17. 11. 2012)
- 5 – The Fire Engine That Disappeared: Zmizelé hasičské auto (24. 11. 2012)
- 6 – Murder at the Savoy: Policie pomo pije (6. 7. 2013)
- 7 – The Abominable Man: Säffleská bestie (13. 7. 2013)
- 8 – The Locked Room: Záhada zamčeného pokoje (20. 7. 2013)
- 9 – Cop Killer: Vrah policistů (27. 7. 2013)
- 10 – The Terrorists: Teroristé (3. 8. 2013)

### Německo
V SRN byly jako rozhlasové hry natočeno rovněž všech deset románů, ale na rozdíl od BBC v mnohem větším časovém rozpětí (1978 až 1995) a v několika různých rozhlasových a televizních společnostech.
| Název                                                | Rok  | Produkce                            | Režie                | Hudba                | Stopáž   |
| ---------------------------------------------------- | ---- | ----------------------------------- | -------------------- | -------------------- | -------- |
| Die Tote im Götakanal: Roseanna                      | 1978 | Sebastian Goy, Peter Michel Ladiges | Peter Michel Ladiges | Hans-Martin Majewski | 60 min.  |
| Endstation für neun: Noční autobus                   | 1978 | Sebastian Goy                       | Peter Michel Ladiges | Hans-Martin Majewski | 110 min. |
| Und die Großen läßt man laufen: Policie pomo pije    | 1978 | Yaak Karsunke                       | Peter Michel Ladiges | Hans-Martin Majewski | 108 min. |
| Der Polizistenmörder: Vrah policistů                 | 1978 | Sebastian Goy                       | Peter Michel Ladiges | Hans-Martin Majewski | 195 min. |
| Das Ekel aus Säffle: Säffleská bestie                | 1979 | Walter Adler                        | Klaus Wirbitzky      | Hans-Martin Majewski | 50 min.  |
| Verschlossen und verriegelt: Záhada zamčeného pokoje | 1979 | Richard Hey                         | Klaus Wirbitzky      | Hans-Martin Majewski | 99 min.  |
| Die Terroristen: Teroristé                           | 1979 | Walter Adler                        | Klaus Wirbitzky      | Hans-Martin Majewski | 48 min.  |

| Název                                                      | Rok  | Produkce       | Režie              | Stopáž  |
| ---------------------------------------------------------- | ---- | -------------- | ------------------ | ------- |
| Der Mann, der sich in Luft auflöste: Muž, který se vypařil | 1980 | Peter Knorr    | Frank Erich Hübner | 61 min. |
| Der Mann auf dem Balkon: Muž na balkóně                    | 1983 | Henning Venske | Henning Venske     | 59 min. |

| Název                                      | Rok  | Produkce/Režie   | Hudba            | Stopáž  |
| ------------------------------------------ | ---- | ---------------- | ---------------- | ------- |
| Alarm in Sköldgatan: Zmizelé hasičské auto | 1995 | Peter M. Ladiges | Hans-M. Majewski | 45 Min. |

## Vliv a ocenění
Technika psaní autorské dvojice, kdy pečlivě kombinovali detektivku s důrazem na sociální otázky získala velkou pozornost. Tento koncept byl dále rozvinut v 90. letech 20. století v díle Henninga Mankella s postavou Kurta Wallandera a na počátku 21. století v díle Stiega Larssona s jeho trilogií Milénium s postavou Lisbeth Salanderové. Jejich dílo ovlivnilo nejen švédské, ale i další autory, např. jsou uváděni jako jedna z hlavních inspirací pro významného norského spisovatele Jo Nesbø. Kerstin Bergman poznamenává, že „to, co způsobilo, že romány autorská dvojice Sjöwallová – Wahlöö tak vyčnívají nad předchozími krimi romány – a co je učinilo tak vlivnými
v následujících desetiletích – bylo především vědomé zahrnutí kritického pohledu na švédskou společnost.“ Základní koncept tak dal postupně vzniknout celému žánru Nordic noir.
Autoři obdrželi též řadu ocenění: za román Noční autobus získali prestižní cenu Edgar od The Mystery Writers of America (navíc jako vůbec první neanglicky psaný román, který dostal toho vyznamenání). Stejná The Mystery Writers of America v roce 1995 ohodnotila tuto knihu jako druhý nejlepší román všech dob v žánru best police procedural (na prvním místě se umístil román Dance Hall of the Dead od Tony Hillermana). V roce 2013 získali ve Španělsku cenu Premio Pepe Carvalho za žánr detektivní literatury.